# Pirangi (kommun)
Pirangi är en kommun i Brasilien.   Den ligger i delstaten São Paulo, i den sydöstra delen av landet, 600 km söder om huvudstaden Brasília. Antalet invånare är 10 623.
Följande samhällen finns i Pirangi:
- Pirangi

Trakten runt Pirangi består till största delen av jordbruksmark. Runt Pirangi är det ganska tätbefolkat, med 52 invånare per kvadratkilometer.